# Landtagul Saxoniei-Anhalt
Landtagul Saxoniei-Anhalt este dieta de stat al landului Saxonia-Anhalt. Se reunește la Magdeburg și este în prezent format din 97 de membri ai șase partide. Actuala majoritate este o coaliție formată din Uniunea Creștin-Democrată, Partidul Social Democrat și Partidul Liber Democrat, aceasta sprijinind cabinetul ministrului-președinte Reiner Haseloff.

## Actuala compoziție
După alegerile din 6 iunie, landtagul are următoarea compoziție:
|  | Partid                      | Locuri |
|  | --------------------------- | ------ |
|  | Uniunea Creștin-Democrată   | 40     |
|  | Alternativa pentru Germania | 23     |
|  | Stânga                      | 12     |
|  | Partidul Social Democrat    | 9      |
|  | Partidul Liber Democrat     | 7      |
|  | Alianța 90/Verzii           | 6      |

## Istoricul compozițiilor

Primul Landtag.
Al doilea Landtag.
Al treilea Landtag.
Al patrulea Landtag.
Al cincilea Landtag.
Al șaselea Landtag.
Al șaptelea Landtag.

## Președinții Landtagului
| Name              | Period                             | Party |
| ----------------- | ---------------------------------- | ----- |
| Bruno Böttge      | 18 noiembrie 1946 – octombrie 1948 | SED   |
| Adam Wolfram      | 1948–1950                          | SED   |
| Michael Schöder   | 1950–1952                          | SED   |
| Klaus Keitel      | 1990–1998                          | CDU   |
| Wolfgang Schaefer | 1998–2002                          | SPD   |
| Adolf Spotka      | 2002–2006                          | CDU   |
| Dieter Steinecke  | 2006–2011                          | CDU   |
| Detlef Gürth      | 2011–2015                          | CDU   |
| Dieter Steinecke  | 2015–present                       | CDU   |